# Diamond City (Arkansas)
Diamond City is een plaats (city) in de Amerikaanse staat Arkansas, en valt bestuurlijk gezien onder Boone County.

## Demografie
Bij de volkstelling in 2000 werd het aantal inwoners vastgesteld op 730.
In 2006 is het aantal inwoners door het United States Census Bureau geschat op 791, een stijging van 61 (8,4%).

## Geografie
Volgens het United States Census Bureau beslaat de plaats een oppervlakte van
6,9 km², geheel bestaande uit land. Diamond City ligt op ongeveer 245 m boven zeeniveau.

## Plaatsen in de nabije omgeving
De onderstaande figuur toont nabijgelegen plaatsen in een straal van 32 km rond Diamond City.